# Anarta sabulorum
Anarta sabulorum is een vlinder uit de familie uilen (Noctuidae). De wetenschappelijke naam is voor het eerst geldig gepubliceerd in 1892 door Alpheraky.
De soort komt voor in Europa.